# Andreas Allescher
Andreas Allescher (ur. 6 czerwca 1828 w Monachium,  zm. 10 kwietnia 1903 w Monachium) – niemiecki nauczyciel i mykolog.

## Życiorys
Andreas Allescher ukończył seminarium nauczycielskie we Freising. Jako nauczyciel pracował w Haag an der Amper, Monachium, Berchtesgaden-Engedey i znów w Monachium. W 1862 r. przeszedł na emeryturę.
Jego hobby była mykologia i stał się znanym mykologiem. Wniósł ważny wkład w poznanie grupy grzybów niedoskonałych. Szczególnie interesował się grupą grzybów zaliczanych do rzędu rdzowców (Pucciniales). Oprócz grzybów zbierał także glony, porosty i mchy. W niemieckiej florze roślin zarodnikowych opublikowanej przez Gottloba Ludwiga Rabenhorsta Allescher zredagował sekcje dotyczące grzybów.
W naukowych nazwach opisanych przez niego taksonów dodawany jest skrót jego nazwiska Allesch. Większość z tych nazw to obecnie synonimy innych taksonów. Jego nazwiskiem nazwano rodzaje grzybów Allescheria, Allescheriella i Allescherina.